# オビー・ベンツ
オビー・ベンツ（Obie Benz、1949年11月3日 - ）はアメリカの映画プロデューサー。
主にミュージック・クリップやドキュメント系の映画を手がける事が多く、特に音楽方面のドキュメントも多く手掛けている。注目されたのは『アトミック・カフェ』以降で、その後『ヘビー・ペッティング』を製作した。

## 代表作
- アトミック・カフェ Americas in Transition  (1981)
- ヘビー・ペッティング Heavy Petting (1988)
- ヒストリー・オブ・ロックンロール The History of Rock 'N' Roll, Vol. 6 (1995)